# Kaboua
Kaboua ist ein Arrondissement im Departement Collines im westafrikanischen Staat Benin. Es ist eine Verwaltungseinheit, die der Gerichtsbarkeit der Kommune Savé untersteht.

## Demografie und Verwaltung
Gemäß der Volkszählung 2013 des beninischen Statistikamtes INSAE hatte das Arrondissement 14.029 Einwohner, davon waren 7036 männlich und 6993 weiblich.
Von den 60 Dörfern und Quartieren der Kommune Savé entfallen elf auf Kaboua:
1. Alafia
2. Atèssè
3. Baako
4. Babaguidaï
5. Gah Akéékéé
6. Gogoro
7. Montèwo
8. Oké Olou-Ossin
9. Oké Olou-Otin
10. Okounfo
11. Tchayagbangba